# Willem Bokhoven
Willem Cornelis Bokhoven (Gouda, 4 febbraio 1901 – Huizen, 19 maggio 1982) è stato un pallanuotista olandese.
Faceva parte della squadra dei Paesi Bassi che ha partecipato ai Giochi di Parigi 1924.